# マガジンランド
株式会社マガジンランドはかつて存在した日本の出版社である。

## 概要
1987年に三才ブックスの『ラジオライフ』編集長であった伊藤英俊が、八王子市の無線機販売店パックスラジオの援助でラジオライフ関係者を引き連れ独立し、有限会社マガジンランドを設立した。
初創刊は同年発行の月刊誌『アクションバンド電波』。創刊前に アマチュア無線フェスティバルで、小冊子の「プレ創刊号」を無料配布した。
1990年に株式会社化した。
2020年に東京地方裁判所は『歌の手帖』の著作権使用料に関し、少なくとも1998年12月号から2018年1月号まで発行部数を過少申告したと認め、日本音楽著作権協会（JASRAC）の請求通り1億6千万円の支払いを命じる判決を下した。
2021年に出版不況やコロナ禍に加えJASRACへの支払い命令により資金難に陥ったとして閉業を発表
、事後処理を弁護士に一任した
。
後に東京地方裁判所が破産手続開始の決定をした。負債総額は約1億円。
2022年に破産手続は終結した。

## 沿革
会社概要等より
- 1987年
  - 4月20日 - 千代田区神田須田町にて有限会社として設立
  - 月刊『アクションバンド電波』創刊
- 1990年
  - 月刊『Let's HAMing』創刊
  - 株式会社に組織変更[4]
- 1993年 - 月刊『歌の手帖』創刊
- 1994年 - 第1回『Kリーグ歌謡祭』開催
  - 2018年の第24回まで主催[広報 3]
- 1999年 - 千代田区神田錦町に移転
- 2001年 - 季刊『K-POPSTAR』、『うさぎと暮らす』創刊
- 2005年 - 『K-POPSTAR』月刊化
- 2006年 - 書籍編集部開設
- 2014年 - 第1回『手芸＆クラフト展」開催
  - 2020年の第7回（この回はオンライン）まで実施
- 2017年 - マガジンランド新書（ML新書）創刊
- 2018年 - ４月５日　　歌の手帖を事業譲渡　移転し当時の編集長が社長に（東京都豊島区南大塚2-35-7 平文社ビル6F）
- 2018年 - 6月18日　　うさぎと暮らす社　マガジンランド内　で起業し、万一の訴訟に備える
- 2018年 - 11月29日　うさぎと暮らす社　　移転し家族に経営委託（東京都杉並区成田東４丁目１番２６号松岡ビル１階）
- 2019年 - マガジンランド本社　千代田区九段南に移転
- 2020年 
  - 12月10日 - 東京地裁が『歌の手帖』著作権料の未払い分請求を認める判決
- 2021年
  - 1月5日 - 閉業を発表[広報 1]
  - 3月24日 - 破産手続開始の決定[5]
- 2022年
  - 11月10日 - 破産手続終結[6]
  - 11月14日 - 清算結了により登記閉鎖[7]、法人格消滅

## 主な出版物
雑誌
- アクションバンド電波（2005年10月号で休刊）
- Let's HAMing（1998年8月号まで、9月号より『電波fan』と改題するも10月号で休刊）
- 歌の手帖（2018年6月（8月号）から歌の手帖社[広報 4]が発行[広報 5]）
- うさぎと暮らす（閉業発表時の最新号は2020年Winter号[広報 6]、2021年Spring号からうさぎと暮らす[広報 7]が発行しメディア・パル[8]が発売[広報 8]
- K-POPSTAR（2006年8月号で休刊）

ムック
手しごとを楽しむ
- 2017年12月号
- 2018年秋冬号
- 2019夏号
- 2020冬号

ML新書
計11冊を刊行

#### 広報資料・プレスリリースなど一次資料
1. 1 2  閉業のお知らせ（マガジンランド 2020年1月5日） - ウェイバックマシン（2021年1月5日アーカイブ分）
2. ↑  会社概要（マガジンランド） - ウェイバックマシン（2021年1月17日アーカイブ分）
3. ↑  Kリーグとは（歌の手帖社） - ウェイバックマシン（2019年3月31日アーカイブ分）
4. ↑  歌の手帖社
5. ↑  「月刊　歌の手帖」に関する報道につきまして（歌の手帖社 2020年12月11日） - ウェイバックマシン（2021年1月17日アーカイブ分）
6. ↑  季刊 うさぎと暮らす NO78 (2020 Winter） (マガジンランド） - ウェイバックマシン（2020年11月29日アーカイブ分）
7. ↑  うさぎと暮らす
8. ↑  季刊 うさぎと暮らす No.79 2021 Spring（メディアパル - 出版案内） - ウェイバックマシン（2021年2月19日アーカイブ分）
9. ↑  手しごとを楽しむ（マガジンランド） - ウェイバックマシン（2021年1月17日アーカイブ分）
10. ↑  ML新書（マガジンランド） - ウェイバックマシン（2021年1月18日アーカイブ分）